# جفاف أمريكا الشمالية 2020–21

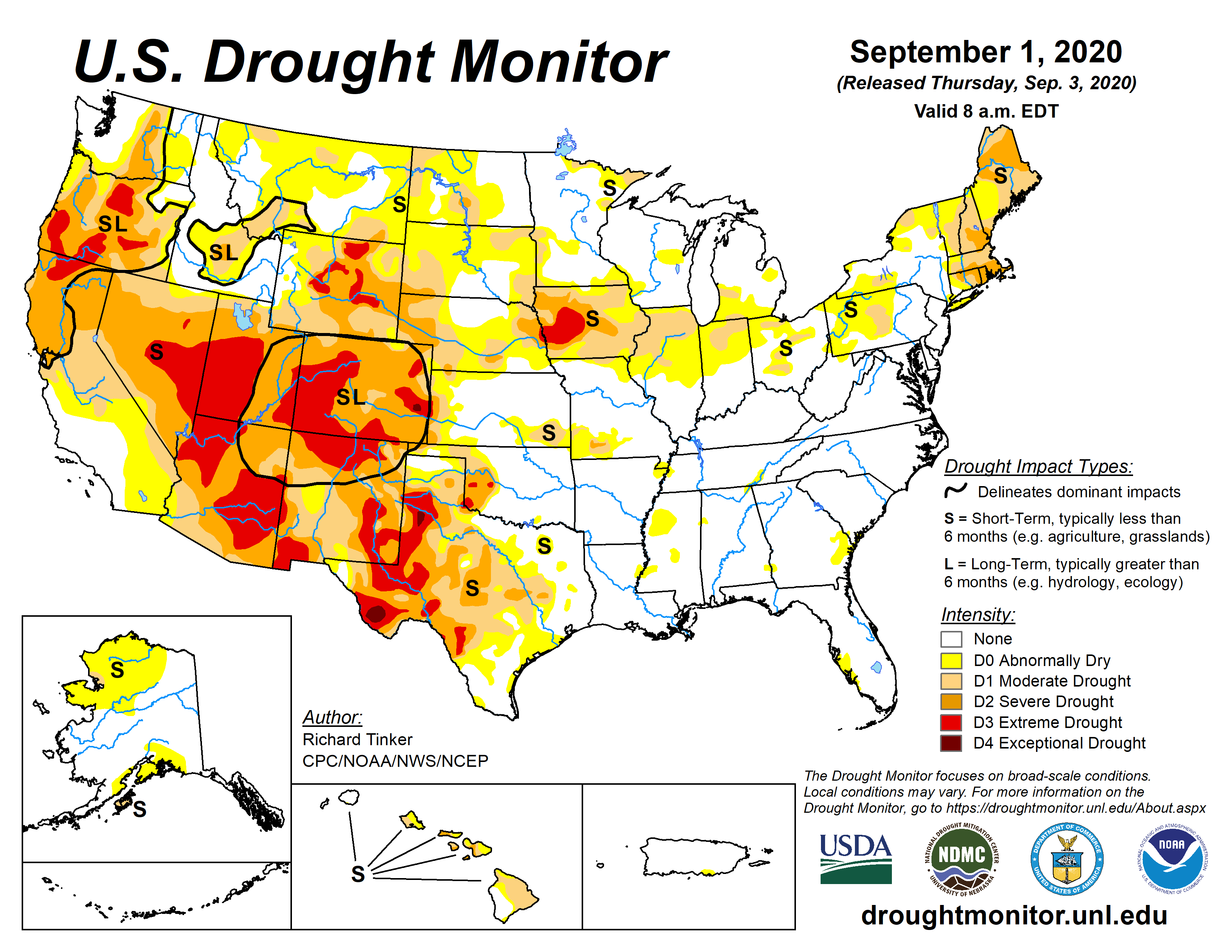
خريطة لظروف الجفاف في الولايات المتحدة اعتبارًا من 1 سبتمبر 2020 ، تُظهر مناطق الجفاف "الشديد" فوق غرب الولايات المتحدة، ومناطق الجفاف "الجافة بشكل غير طبيعي" و"المعتدل" عبر الغرب الأوسط وشمال شرق الولايات المتحدة.

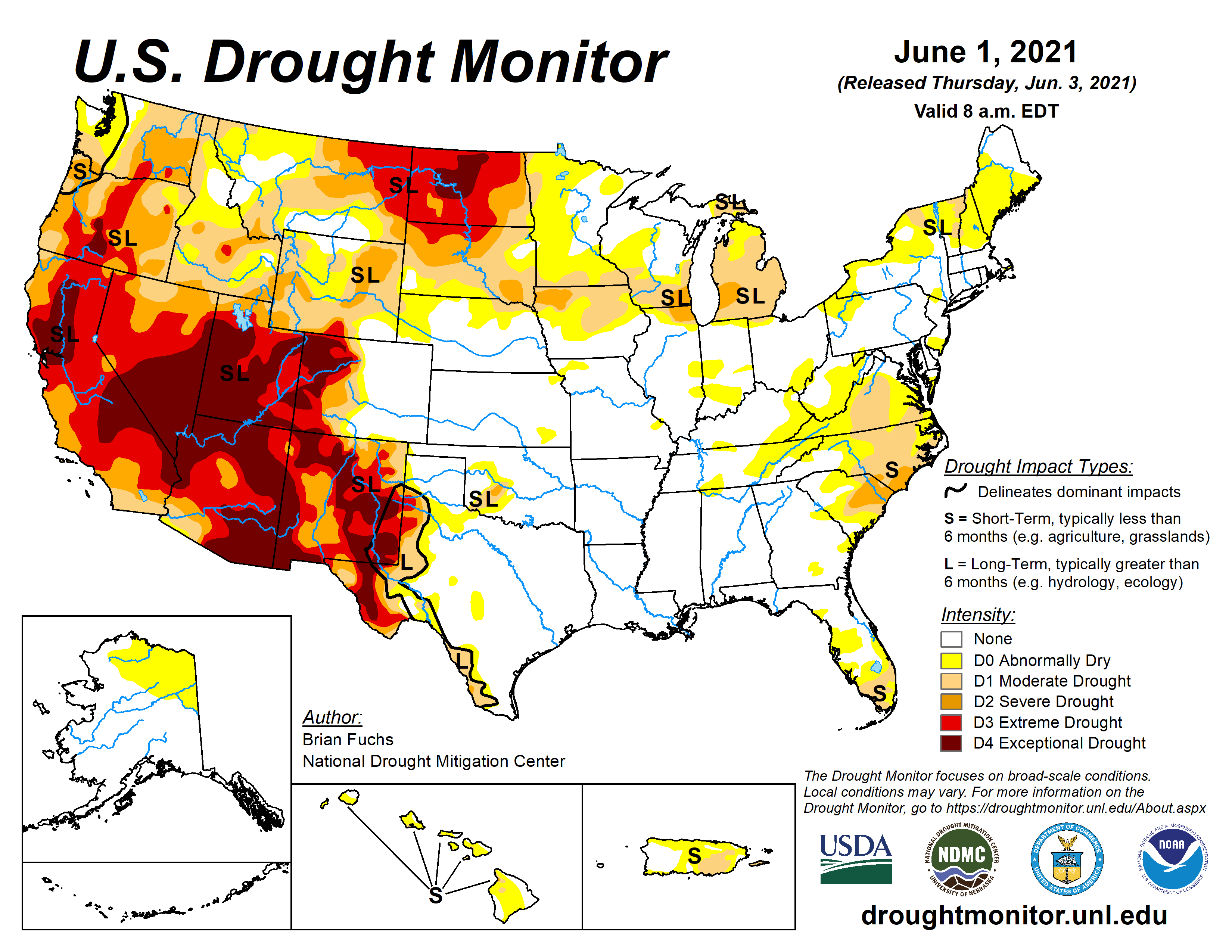
تُظهر خريطة من مراقب الجفاف في الولايات المتحدة نمو ظروف الجفاف "الشديدة" أو "الاستثنائية" في معظم أنحاء غرب الولايات المتحدة اعتبارًا من 1 يونيو 2021.

جفاف أمريكا الشمالية 2020–21 نشأ الجفاف في الغرب والوسط الغربي والشمال الشرقي من الولايات المتحدة في صيف عام 2020. بدأت ظروف مماثلة في ولايات أخرى في أغسطس 2020، بما في ذلك أيوا ونبراسكا وأجزاء معينة من ويسكونسن ومينيسوتا. في الوقت نفسه كان أكثر من 90٪ من مناطق يوتا وكولورادو ونيفادا ونيو مكسيكو في بعض مستويات الجفاف. أيضا في ظروف الجفاف كانت ولايات وايومنغ وأوريغون وأريزونا تعاني من الموجة.
على مدار عام 2021 تحسنت الظروف في الشمال الشرقي لكنها ساءت في غرب الولايات المتحدة. اعتبارًا من يونيو 2021 «كانت المنطقة بأكملها تقريبًا (97 بالمائة) تواجه ظروفًا جافة بشكل غير طبيعي.» أثر الجفاف أيضًا على منطقة واسعة من المكسيك اعتبارًا من عام 2021، بالإضافة إلى مروج كندا.
ارتبطت ظروف الجفاف في عام 2020 بنمط النينا القوي للغاية الذي نشأ في المحيط الهادئ.

## الولايات المتحدة

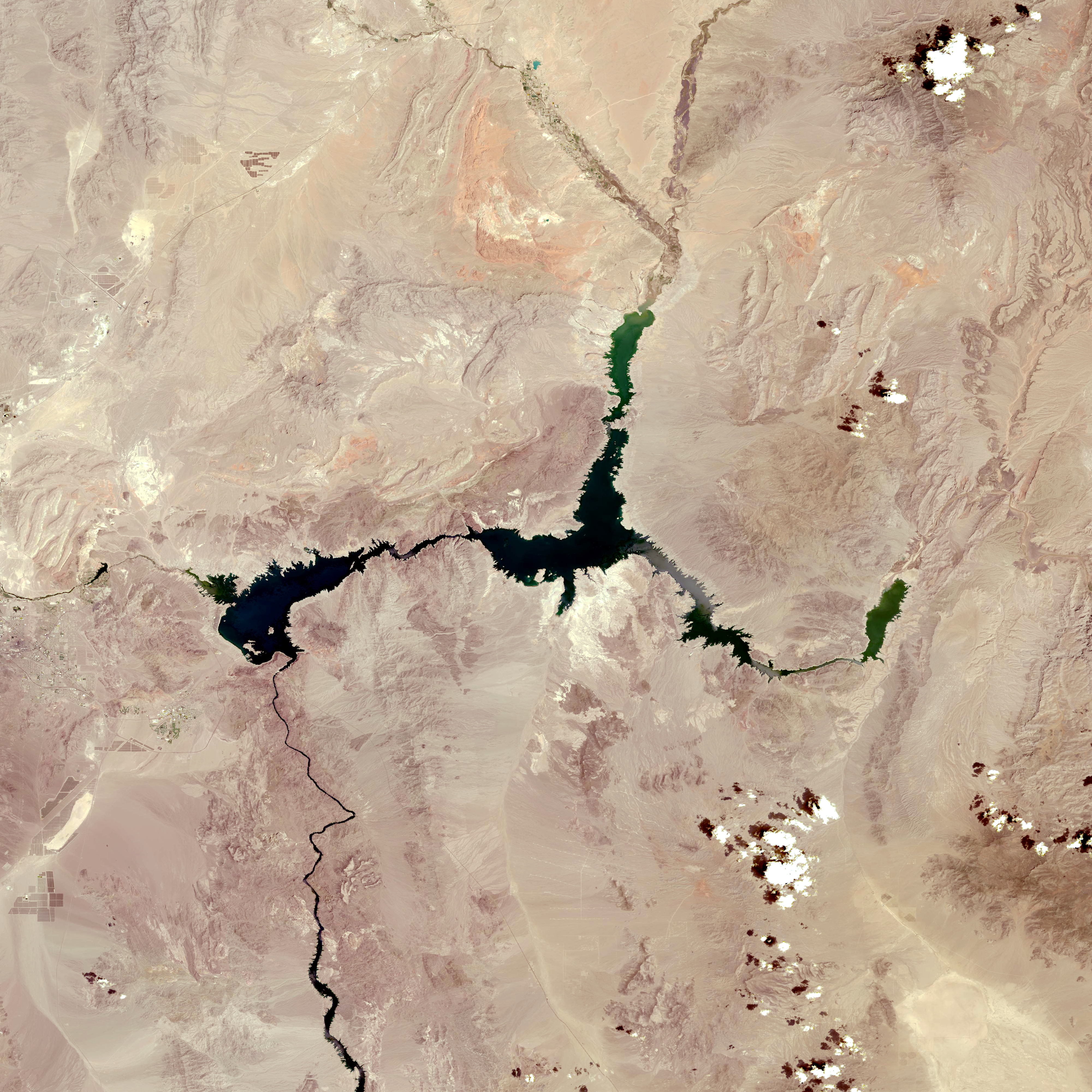
صور فضائية لبحيرة ميد في يوليو 2022: توثيق أزمة الجفاف في أمريكا

### الغرب
بحلول خريف 2020 كان الجفاف في الولايات الغربية هو الأسوأ منذ ظروف الجفاف المماثلة قبل سبع سنوات. وصف جفاف 2020-2021 من قبل البعض بأنه ربما أسوأ جفاف في التاريخ الحديث لغرب الولايات المتحدة بحلول أواخر ربيع عام 2021 امتدت الظروف الجافة إلى ولاية كاليفورنيا بأكملها تقريبًا ونيفادا المجاورة.

### الغرب الأوسط
تلقت ولاية أيوا أمطار غزيرة في سبتمبر، أدت إلى تحسين الظروف الجافة للمنطقة الشرقية من الولاية. لكن النصف الغربي من الولاية تعامل مع مشاكل الجفاف الشديدة إلى الشديدة التي امتدت إلى ما بعد عام 2020 وحتى عام 2021. وبحلول أواخر أبريل وأوائل مايو 2021 على الرغم من أن شمال ووسط وشمال شرق ولاية أيوا قد عادوا إلى ظروف الجفاف.
أثر الجفاف في عامي 2020 و2021 أيضًا على ميتشيغان وجنوب ويسكونسن ومعظم شمال داكوتا وشمال غرب داكوتا الجنوبية. في شمال شرق إلينوي بالقرب من منطقة شيكاغو الحضرية كان مايو 2021 هو الأكثر جفافاً منذ عام 2012. اعتبارًا من 1 يونيو 2021 لم تتلق شيكاغو سوى نصف بوصة واحدة فقط من الأمطار بسبب الجفاف في المنطقة. كان أبريل 2021 أحد أكثر أبريل نيسان جفافا مسجلة في المدينة. فقط 0.71 من البوصة سقطت في شيكاغو في أبريل 2021.

### الشمال الشرقي
بحلول أواخر أغسطس وأوائل سبتمبر 2020 ساءت ظروف الجفاف في العديد من مناطق الولايات المتحدة. كانت ولايات نيو إنجلاند ونيويورك أيضًا تحت ظروف جفاف شديدة إلى شديدة. كان شمال شرق الولايات المتحدة خارج ظروف الجفاف بحلول بداية يونيو 2021.

### الجنوب الشرقي
بحلول يونيو 2021 تطورت ظروف الجفاف المعتدلة في فيرجينيا ونورث كارولينا وساوث كارولينا وفلوريدا.

## المكسيك
اعتبارًا من أبريل 2021 كانت المكسيك تواجه واحدة من أكثر حالات الجفاف انتشارًا في تاريخها، حيث عانى 85٪ من البلاد من ظروف الجفاف.

## كندا
اعتبارًا من ربيع عام 2021 هدد الجفاف الشديد البراري الكندية في مانيتوبا وساسكاتشوان، بعد خريف وربيع جاف بشكل غير طبيعي.